# Radel-Thon
Der Radel-Thon ist eine beschilderte Radstrecke rund um die Baden-Württembergische Landeshauptstadt Stuttgart.
Der Radel-Thon geht zurück auf eine Initiative des ehemaligen Amerika-Hauses (heute Deutsch-Amerikanisches Zentrum). Realisiert wurde er in Zusammenarbeit mit der Landeshauptstadt Stuttgart, der AOK Stuttgart-Böblingen, der Stuttgarter Radsportgemeinschaft und dem ADFC. Er verbindet private Initiative mit sozialem Engagement. Bis heute veranstalten verschiedene Organisationen jährlich Mitte Juni einen Radel-Thon-Tag, an dem alle gefahrenen Kilometer auf der Radel-Thon-Strecke von verschiedenen Sponsoren vergütet werden.
In den USA haben so genannte Thons bereits Tradition. Abgeleitet vom Marathon werden sie jedes Jahr an vielen Orten der Vereinigten Staaten organisiert. Thons sind keine Wettkämpfe, bei denen es um Sieg und Preis geht. Allein auf das Mitmachen kommt es an. Auf diesen Grundgedanken geht auch der Stuttgarter Radel-Thon-Tag zurück.

## Die Strecke
Die Radel-Thon-Strecke führt auf etwa 80 km rund um den Stuttgarter Talkessel. Ausgesucht wurde sie vom ehemaligen Radprofi und Deutschen Meister Reinhold Steinhilb. Die ausgeschilderte Rundstrecke führt über Waldwege, Radwege und wenig befahrene Nebenstraßen und bietet mit Weinbergen, Seen und Wäldern viel Abwechslung und landschaftlich Reizvolles. Es ist eine anspruchsvolle und sportliche Tour. Von einem geübten Radfahrer kann sie an einem Tag gut bewältigt werden. Sie kann aber auch in kleineren Etappen befahren werden.  Sie ist in beiden Richtungen beschildert.
Am Seilerwasen in Stuttgart Bad Cannstatt (dem offiziellen Start- und Zielpunkt der Strecke) mit 220 m ü. NN und am höchsten Punkt, auf der Rohrer Höhe mit knapp 520 m ü. NN, wurden Info-Tafeln installiert. Sie informieren über den Verlauf und das Höhenprofil. Sie zeigen auch, wo es günstig ist, in die Strecke einzusteigen oder, wenn die Beine nicht mehr wollen, in welche S-Bahn oder Stadtbahn man umsteigen kann.
Von Bad Cannstatt aus führt die Beschilderung am Neckar entlang nach Münster und Mühlhausen (tiefster Punkt der Strecke, ca. 211 m ü. NN). Weiter geht es über Zazenhausen hinauf nach Stammheim und über Neuwirtshaus und Korntal nach Weilimdorf. Von Weilimdorf fährt man durchs Lindental steil hinauf und anschließend durch den Rot- und Schwarzwildpark und am Neuen See vorbei zum Katzenbacher Hof. Von dort aus über die Rohrer Höhe nach Möhringen und über Fasanenhof ins Körschtal hinab. Weiter über Steckfeld und Asemwald nach Birkach. Durchs Ramsbachtal und Schönberg geht es hinauf nach Sillenbuch und anschließend folgt eine steile Abfahrt hinab nach Rohracker und Hedelfingen. Ab Hedelfingen fahren wir wieder im Neckartal. Es geht durch Obertürkheim und Untertürkheim, vorbei am Cannstatter Wasen, zum Ausgangspunkt der Tour nach Bad Cannstatt zurück.
Zum Höhenprofil gibt es widersprüchliche Angaben. Der VVS-Radroutenplaner gibt eine Gesamtsteigung von 694 m an; GPS-Tour.info gibt 799 m an; ein örtlicher Sportverein, der die Strecke als geführte Tour durchführt, spricht gar von 860 m.